# Żywot Mateusza
Żywot Mateusza – polski film poetycki z 1967 roku w reżyserii Witolda Leszczyńskiego, zrealizowany na podstawie powieści Ptaki Tarjeia Vesaasa z 1957 roku. Film ukazuje losy żyjącego na prowincji poczciwca Mateusza (Franciszek Pieczka), który nie może odnaleźć się w lokalnej społeczności i spędza czas na kontemplacji przyrody. Fotosy z filmu zilustrowały norweskie wznowienie powieści Vesaasa.
Żywot Mateusza został entuzjastycznie przyjęty przez krytyków. Film Leszczyńskiego był nagradzany na zagranicznych festiwalach filmowych (w Chicago, Valladolid, Kolombo, Adelaide-Auckland oraz na MFF dla Młodzieży w Cannes), otrzymał również nagrodę im. Andrzeja Munka, a także Złotą Kaczkę w plebiscycie czasopisma „Film”.

## Opis fabuły
Mateusz mieszka z siostrą Olgą nad brzegiem jeziora. Czterdziestoletni mężczyzna o poczciwym usposobieniu, którego sąsiedzi uznają za półgłówka, całkowicie polega na pomocy Olgi – ani nie potrafi się odnaleźć w lokalnej społeczności, ani nie pracuje. Jedynym jego partnerem jest przyroda, z którą potrafi nawiązać duchowy kontakt. Jednak „obcy” burzą spokój Mateusza – młody drwal Jan nawiązuje romans z Olgą, wcześniej myśliwy zabija „wielkiego ptaka”, a piorun niszczy jego ulubione drzewo. Osamotniony i świadomy własnej bezradności Mateusz popełnia samobójstwo, wypływając dziurawą łodzią na środek jeziora.

## Obsada
- Franciszek Pieczka – Mateusz
- Anna Milewska – Olga
- Wirgiliusz Gryń – Jan
- Aleksander Fogiel – gospodarz
- Hanna Skarżanka – gospodyni
- Małgorzata Braunek – Anna
- Maria Janiec – Ewa
- Elżbieta Nowacka – dziewczyna
- Kazimierz Borowiec – chłopak
- Aleksander Iwaniec – myśliwy
- Joanna Szczerbic
- Witold Leszczyński – zagraniczny turysta w samochodzie
- Zdzisław Maklakiewicz – głos młynarza[2]

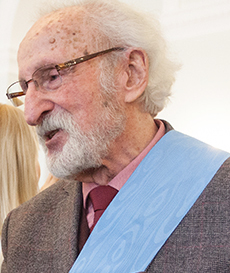
Franciszek Pieczka (2017), odtwórca roli Mateusza
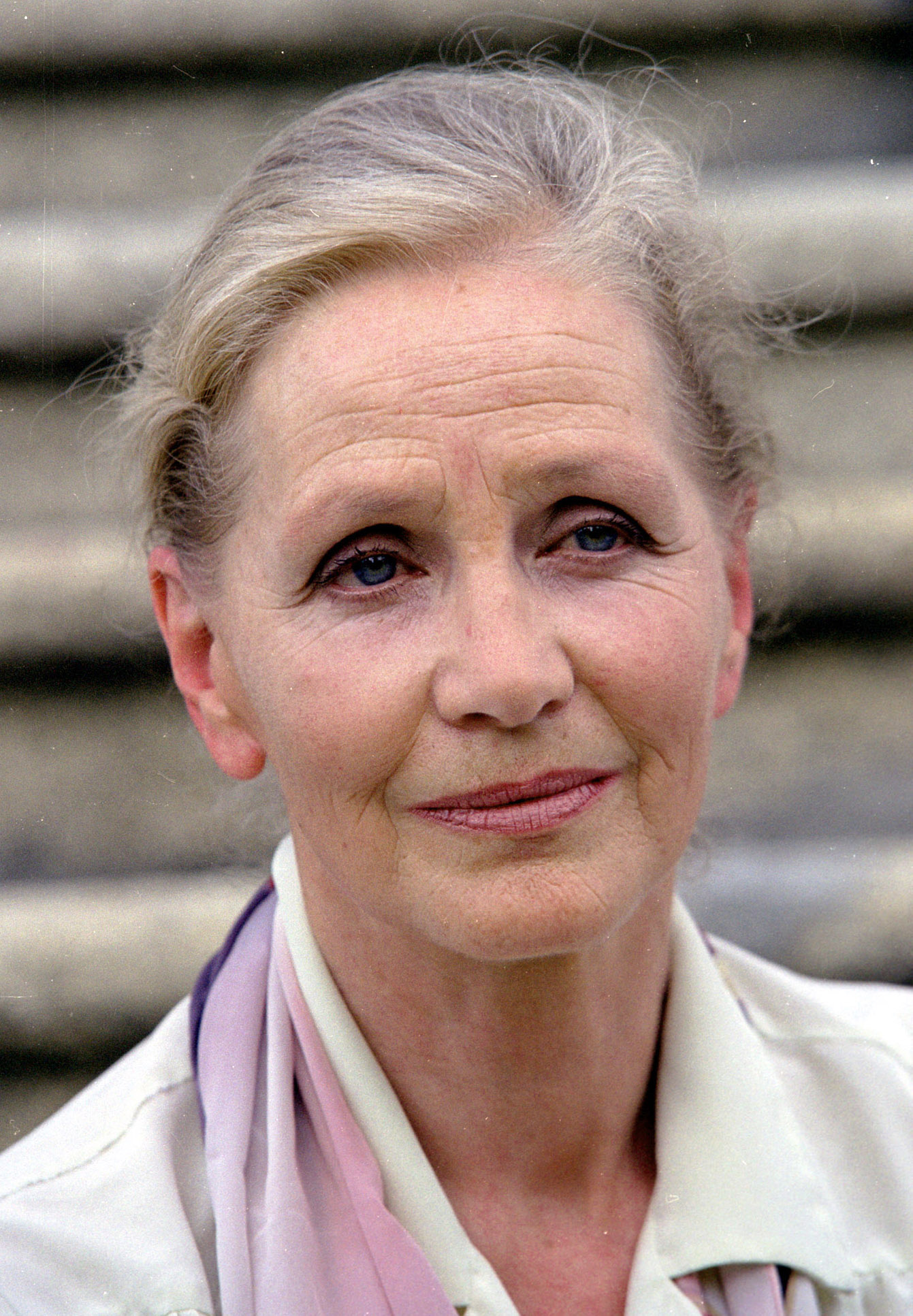
Anna Milewska (2009), odtwórczyni roli Olgi

## Produkcja
Żywot Mateusza był debiutanckim dziełem wówczas studenta łódzkiej szkoły filmowej, Witolda Leszczyńskiego. Inspiracją dla jego utworu była powieść Tarjei Vesaasa pod tytułem Ptaki. Jak sam wspominał po latach, kiedy zgłosił zamiar adaptacji dzieła Vesaasa, „wszyscy mówili: dobrze, ale jeżeli ma to być debiut filmowy, trzeba zrobić coś prostszego, coś takiego tu i teraz. A poza tym po co robić film o jakimś pomylonym norweskim przygłupku?” Reżyserowi udało się jednak listownie uzyskać zgodę autora powieści, a scenariusz spodobał się Wandzie Jakubowskiej, kierowniczce artystycznej Zespołu Filmowego „Start”, która objęła ów projekt opieką artystyczną. Jakubowska zapewniła m.in. sfinansowanie pełnometrażowej formy, gdyż reżyser dysponował jedynie funduszami na 20-minutową etiudę zaliczeniową. Tym samym film powstał w ramach koprodukcji szkoły oraz „Startu”.
Scenariusz pierwotnie zakładał, że sceny filmu rozgrywają się w lecie, jednak ze względu na początkowe problemy z przyjęciem projektu ostatecznie kręcony był w październiku 1967 roku na Suwalszczyźnie nad jeziorem Wigry (we wsi Gawrych Ruda; wymienia się też Krusznik, Bryzgiel i Czerwony Krzyż). Scenariusz na podstawie powieści Leszczyński napisał wraz z Wojciechem Solarzem. Zdjęcia do filmu wykonał Andrzej Kostenko, a powstały materiał zmontował Zenon Piórecki. W główną rolę Mateusza wcielił się Franciszek Pieczka. Premiera Żywota Mateusza odbyła się 16 lutego 1968 roku.
Pierwotnie wykonano tylko jedną kopię filmu, który po kolaudacji miał trafić na pokazy wyłącznie do kin studyjnych. Dzięki pomocy – ponownie – Wandy Jakubowskiej powstało więcej kopii, a także francuskie tłumaczenie (Les Jours de Matthieu) i napisy. Sam film zaś trafił do młodzieżowego konkursu w Cannes.

## Odbiór
Żywot Mateusza został entuzjastycznie przyjęty przez polskich krytyków filmowych. Jacek Fuksiewicz pisał dla „Kultury”, iż „reżyser nie waha się iść nawet «pod prąd» panujących aktualnie w filmie tendencji”. Lech Pijanowski w recenzji dla „Kina” stwierdzał, że „w języku sztuki filmowej to utwór indywidualny, o smaku cierpkim, klarowny w wyrazistej prostocie formy, męcząco zawiły w znaczeniach treściowych i przenośnych”. Piszący dla „Ekranu” Jerzy Płażewski chwalił zdjęcia w wykonaniu Andrzeja Kostenki, natomiast Stanisław Grzelecki z „Życia Warszawy” – kreację Franciszka Pieczki, bez której „nie byłoby filmu”. Konrad Eberhardt w recenzji dla „Filmu” konstatował: „Czy film Witolda Leszczyńskiego trzeba traktować jako jakieś signum, czy ma z niego wyniknąć jakiś nowy styl, temat, motyw kinematografii polskiej? Czy też jest to fenomen bez następstw? Nie wiem, przyszłość pokaże. Wiem natomiast, że jest to arcydzieło”. Pojawiały się również głosy krytyczne; Aleksander Jackiewicz stwierdzał, że film jest sztuczny i abstrakcyjny, natomiast Zygmunt Kałużyński negatywnie oceniał jakość gry aktorów wcielających się w postaci epizodyczne. Roman Polański surowo ocenił film, twierdząc, że jest on zbyt wycyzelowany: „filmu nie należy robić cyrklem”. Dla odmiany Léo Bonneville z francuskiego pisma „Séquences” przekonywał, że „film z łagodnością i czułością oddaje całą poezję tej smutnej i sympatycznej istoty zagubionej w naszym współczesnym świecie”.
Dariusz Czaja w analizie Żywota Mateusza podkreślał pogański charakter filmu. Utwór Leszczyńskiego, zdaniem Czai, jest pogański „w tym znaczeniu, w jakim słowo to odnosi się czasem, już bez wartościujących konotacji, do świata archaicznej religijności”. Ową religijność film podkreśla za pośrednictwem kilkakrotnie pojawiającego się w nim motywu drzewa oraz ptaków, które żyją i umierają podobnie jak ludzie. Według Piotra Litki „Żywot Mateusza oglądany po latach nadal zaskakuje niezwykle przemyślaną i precyzyjną konstrukcją. Nawet muzyka Corellego nie pojawia się w nim bez powodu, lecz jej użycie ma logiczne uzasadnienie w tkance narracyjnej filmu”. W analizie porównawczej Ptaków oraz Żywota Mateusza Magdalena Szczucka wykazała, że film nie jest wierną adaptacją powieści, jednak jak zaznaczała, „oryginał został zmieniony w rezultacie świadomego zamysłu reżysera i jako taki stanowi komentarz do Ptaków, wizualne dopełnienie”. Mariola Marczak uznała Żywot Mateusza za arcydzieło, które „stało się obrazem nieskażonej natury oraz sprzężonej z nią pierwotnej, animistycznej wręcz religijności”.
Zdaniem Sebastiana Jagielskiego Żywot Mateusza był jak na czasy powstania „produkcją wysoce oryginalną” i „jednym z najsłynniejszych debiutów polskiego kina”. Jagielski przekonywał, że film Leszczyńskiego „zaskakuje przede wszystkim rygoryzmem formalnym, ascezą i surowością obrazu”, czego dowodzi powolny rytm i statyczność kamery obsługiwanej przez Andrzeja Kostenkę.

## Nagrody
| Rok  | Podmiot przyznający                                              | Wyróżnienie                                            | Odbiorca           |
| ---- | ---------------------------------------------------------------- | ------------------------------------------------------ | ------------------ |
| 1968 | „Film”                                                           | Złota Kaczka                                           | Witold Leszczyński |
| 1968 | Państwowa Wyższa Szkoła Filmowa, Telewizyjna i Teatralna w Łodzi | Nagroda im. Andrzeja Munka                             | Witold Leszczyński |
| 1969 | Plebiscyt widzów Wielkopolski                                    | Polne Kwiaty                                           | Witold Leszczyński |
| 1969 | Plebiscyt widzów Wielkopolski                                    | Polne Kwiaty dla najlepszego aktora                    | Franciszek Pieczka |
| 1969 | Międzynarodowy Festiwal Filmów dla Młodzieży w Cannes            | Grand Prix                                             | Witold Leszczyński |
| 1969 | Międzynarodowy Festiwal Filmowy w Chicago                        | Srebrny Hugo                                           | Franciszek Pieczka |
| 1969 | Międzynarodowy Festiwal Filmowy w Valladolid                     | I nagroda                                              | Witold Leszczyński |
| 1969 | Międzynarodowy Festiwal Filmowy w Kolombo                        | I nagroda, Nagroda Stowarzyszenia Dziennikarzy Cejlonu | Witold Leszczyński |
| 1970 | Międzynarodowy Festiwal Filmowy w Adelaide-Auckland              | I nagroda                                              | Witold Leszczyński |